# Sylwia Zyzańska
Sylwia Zyzańska (ur. 27 lipca 1997 w Żywcu) – polska łuczniczka specjalizująca się w łuku klasycznym. Brązowa medalistka halowych mistrzostw świata juniorów i mistrzostw Europy juniorów.

## Życiorys
Ukończyła studia licencjackie na kierunku Wychowanie Fizyczne i Sport (2019) na Akademii Wychowania Fizycznego im. Bronisława Czecha w Krakowie. Od 2020 kontynuuje studia magisterskie na kierunku Zarządzanie w sporcie i turystyce na Uniwersytecie Jagiellońskim. W 2022 odznaczona Medalem im. dr. Henryka Jordana.

### Kariera sportowa
Łucznictwo zaczęła trenować w 2011 roku w Łuczniku Żywiec.
W 2014 roku zdobyła brązowy medal halowych mistrzostw świata juniorek w Nîmes. W pojedynku o trzecie miejsce wygrała z Francuzką Laurą Ruggieri.
Rok później zdobyła brązowy medal podczas halowych mistrzostw Europy juniorów w Koprze razem z Karoliną Farasiewicz i Magdaleną Śmiałkowską. W pojedynku o trzecie miejsce pokonały reprezentantki Ukrainy.
W lipcu 2016 roku wzięła udział na mistrzostwach Europy w Bukareszcie. W zawodach indywidualnych wygrała w rywalizacji o brązowy medal z Czeszką Marią Horáčkovą. Wcześniej w ćwierćfinale pokonała Annę Tobolewską.
Wystąpiła w letniej uniwersjadzie w 2017 roku w Tajpej. W zawodach indywidualnych dotarła do 1/8 finału, przegrywając w nim z Japonką Fumiyo Miyaji. W rywalizacji par mieszanych razem z Kacprem Sierakowskim odpadła w ćwierćfinale po porażce z reprezentacją Meksyku. W zawodach drużynowych wystąpiła wraz z Joanną Rząsą i Magdaleną Śmiałkowską. Przegrały już w pierwszej rundzie z reprezentantkami Ukrainy.
W lipcu 2019 roku ponownie wzięła udział w uniwersjadzie w Neapolu. W kwalifikacjach rywalizacji indywidualnej zdobyła 617 punktów, zajmując 23. miejsce. Po zwycięstwach kolejno z Kazachstanką Tałszyn Kussajin, Ukrainką Poliną Rodionową i Tajwanką Yeh Yu-chen przegrała w ćwierćfinale z Koreanką Choi Mi-sun i ostatecznie zajęła 5. miejsce. W zawodach drużynowych razem z Magdaleną Śmiałkowską zajęła ósmą pozycję, przegrywając w ćwierćfinale z reprezentantkami Korei Południowej.
W październiku tego samego roku wystąpiła na światowych igrzyskach wojskowych w Wuhanie gdzie zdobyła srebrny medal. W finale przegrała 4-6 z Niemką Eleną Richter.
Uzyskała kwalifikację olimpijską do Tokio. 29 lipca 2021 przegrała 0-6 z Włoszką Lucillą Boari w 1/32 olimpijskiego turnieju łuczniczego i odpadła z rywalizacji.

## Wyniki
| Rok  | Zawody                                   | Miejscowość       | Grupa  | Ind.   | Druż. | Mikst |
| ---- | ---------------------------------------- | ----------------- | ------ | ------ | ----- | ----- |
| 2013 | Halowe mistrzostwa Europy                | Rzeszów           | Junior | 17.    | 5.    | –     |
| 2013 | Młodzieżowe mistrzostwa świata           | Wuxi              | Kadet  | 33.    | 5.    | –     |
| 2014 | Halowe mistrzostwa świata                | Nîmes             | Junior | brąz   | 6.    | –     |
| 2014 | Młodzieżowe mistrzostwa Europy           | Lublana           | Kadet  | 17.    | 7.    | 9.    |
| 2014 | Igrzyska olimpijskie młodzieży           | Nankin            | Kadet  | 5.     | –     | –     |
| 2015 | Halowe mistrzostwa Europy                | Koper             | Junior | 9.     | brąz  | –     |
| 2015 | Młodzieżowe mistrzostwa świata           | Yankton           | Junior | 33.    | 4.    | 9.    |
| 2016 | Halowe mistrzostwa świata                | Ankara            | Junior | 17.    | 4.    | –     |
| 2016 | Młodzieżowe mistrzostwa Europy           | Bukareszt         | Junior | brąz   | 5.    | 6.    |
| 2017 | Halowe mistrzostwa Europy                | Vittel            | Junior | 5.     | 4.    | –     |
| 2017 | Uniwersjada                              | Tajpej            | Senior | 9.     | 9.    | 8.    |
| 2017 | Młodzieżowe mistrzostwa świata           | Rosario           | Junior | 17.    | 4.    | 9.    |
| 2017 | Mistrzostwa świata                       | Meksyk            | Senior | 33.    | 18.   | 19.   |
| 2018 | Halowe mistrzostwa świata                | Yankton           | Senior | 9.     | –     | –     |
| 2018 | Mistrzostwa Europy                       | Legnica           | Senior | 17.    | 9.    | 17.   |
| 2018 | Mistrzostwa świata w łucznictwie polowym | Cortina d’Ampezzo | Senior | 14.    | –     | –     |
| 2019 | Mistrzostwa świata                       | 's-Hertogenbosch  | Senior | 17.    | 17.   | 9.    |
| 2019 | Igrzyska europejskie                     | Mińsk             | Senior | 33.    | –     | 17.   |
| 2019 | Uniwersjada                              | Neapol            | Senior | 5.     | –     | 8.    |
| 2019 | Światowe wojskowe igrzyska sportowe      | Chiny             | Senior | srebro | –     | –     |